# AMD Am486

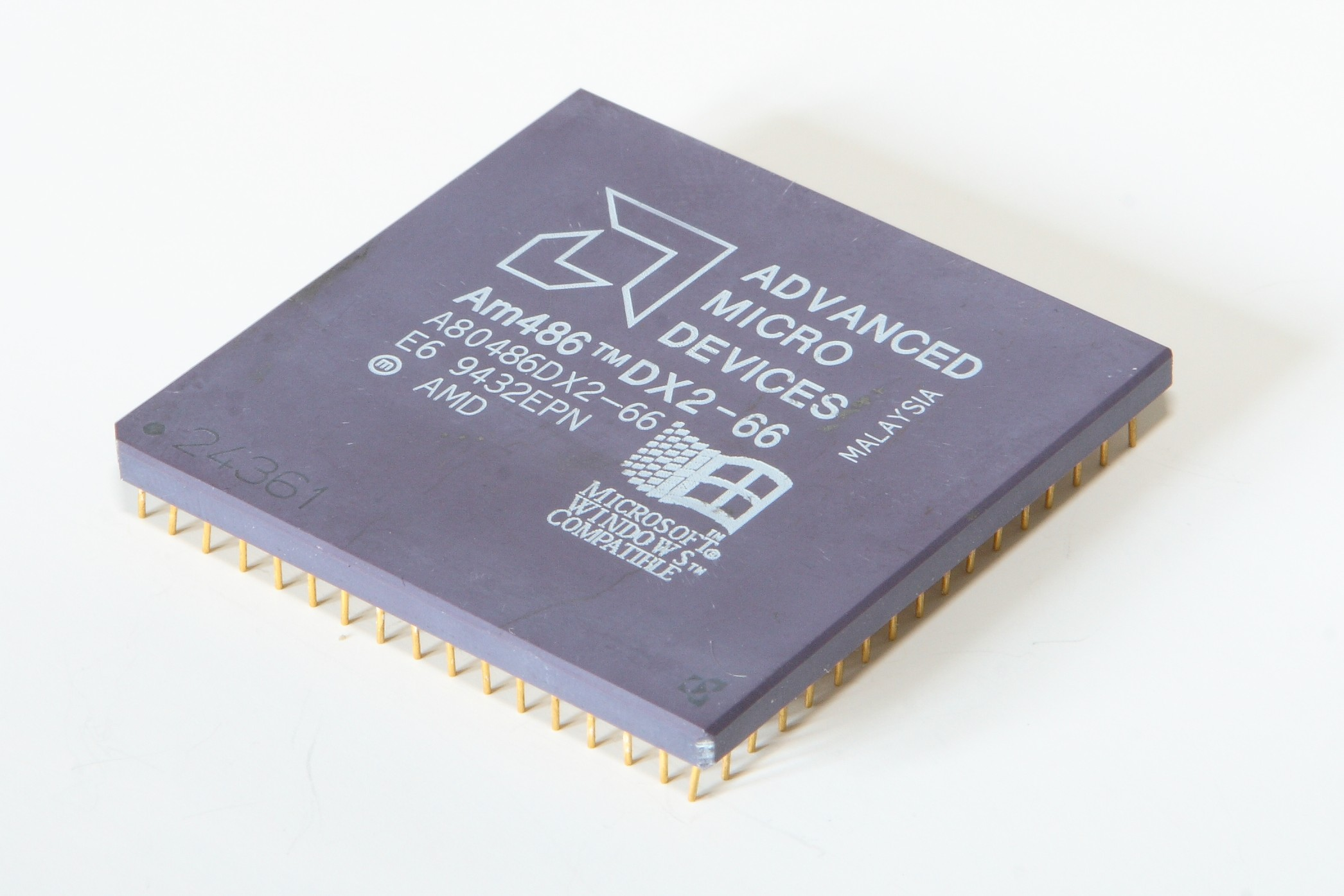
AMD Am486DX2 66MHz

Am486 – procesor produkowany w latach 90. przez firmę AMD. Klon serii procesorów Intel 80486.
| Model         | Szybkość taktowania | Produkowany od |
| ------------- | ------------------- | -------------- |
| Am486 DX-40   | 40 MHz              | kwiecień 1993  |
| Am486 DX2-50  | 50 MHz              | kwiecień 1993  |
| Am486 DX2-66  | 66 MHz              | 1994           |
| Am486 DX2-80  | 80 MHz              |                |
| Am486 DX4-90  | 90 MHz              |                |
| Am486 DX4-100 | 100 MHz             | 1995           |
| Am486 DX4-120 | 120 MHz             |                |

Firma AMD wyprodukowała również serię procesorów AMD Am5x86, które miały wyższe taktowania od innych procesorów klasy 486 i pozwalały użytkownikom komputerów z takimi procesorami na tańszy upgrade.